# Si Ling

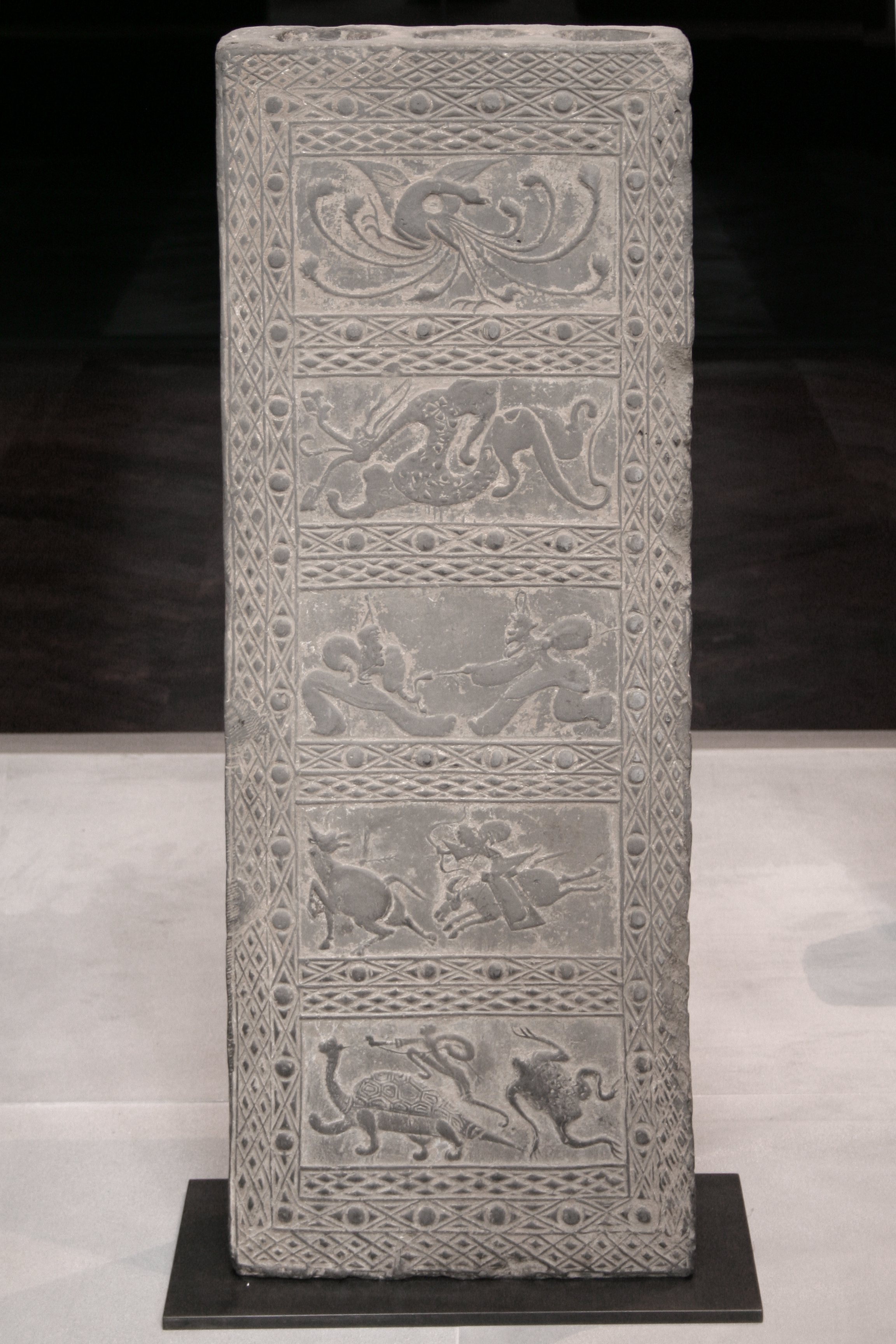
Una tegola di terracotta della dinastia Han, che rappresenta emblematicamente i 5 punti cardinali

I Siling (四霛T, 四灵S, sìlíngP) sono le quattro bestie guardiane della mitologia cinese, note nell'Onmyōdō giapponese col nome Shishin o Shijin (四神?). 
In cinese i Quattro Animali (Cinese:四象, pinyin: Sì Xiàng) sono quattro creature mitologiche nelle costellazioni cinesi. Ognuno dei Quattro Animali rappresenta un punto cardinale e una stagione dell'anno, associate alle direzioni del cielo, ognuno con le proprie caratteristiche e origini. Ad ognuno dei Quattro animali è stato attribuito un nome umano quando il Daoismo divenne popolare in Cina. Inoltre, vi è un quinto animale leggendario, (Cinese:黄龙, pinyin: Huáng-lóng), detto il Drago Giallo del Centro. La direzione cardinale associata a questo animale è appunto il "centro", e il suo elemento è la Terra. Ogni membro del Siling ha sette costellazioni ad esso associate — seishuku (星宿?) nella tradizione giapponese —, e corrisponde ad uno dei cinque elementi della filosofia cinese; nella tradizione giapponese, influenzato da quella buddhista (vedi Quattro Re Celesti della tradizione buddhista), Ōryū (Huánglóng) è quasi sempre assente.
| I Cinque Elementi | I Cinque Elementi | I Cinque Elementi | I Cinque Elementi | I Cinque Elementi | I Cinque Elementi        | I Cinque Elementi | I Cinque Elementi | I Cinque Elementi | I Cinque Elementi |
| ----------------- | ----------------- | ----------------- | ----------------- | ----------------- | ------------------------ | ----------------- | ----------------- | ----------------- | ----------------- |
| Nome              | Kanji             | Hangŭl            | Trasl. pinyin     | Trasl. Hepburn    | Trasl. McCune-Reischauer | Nome Umano        | Punto cardinale   | Stagione          | Elemento          |
| Drago Azzurro     | 青龍              | 청룡              | Qīng Lóng         | Seiryū            | Chŏng Ryōng              | Mang Zhang (孟章) | Est               | Primavera         | Legno             |
| Uccello Vermiglio | 朱雀              | 주작              | Zhū Què           | Suzaku            | Ju Jag                   | Ling Guang (陵光) | Sud               | Estate            | Fuoco             |
| Tigre Bianca      | 白虎              | 백호              | Bái Hǔ            | Byakko            | Baekho                   | Jian Bing (監兵)  | Ovest             | Autunno           | Metallo           |
| Tartaruga Nera    | 玄武              | 현무              | Xuán Wǔ           | Genbu             | Hyŏn Mu                  | Zhi Ming (執明)   | Nord              | Inverno           | Acqua (Terra)     |
| Drago Giallo      | 黃龍              | 황룡              | Huáng-lóng        | Ōryū (Kirin)      | Hwang Lyōng              | -                 | Centro            | -                 | Terra             |

## Le bestie guardiane

### Qīnglóng
Qīnglóng/Cānglóng (蒼龍T, 青龍S), giapponese Seiryū (青龍?), coreano Chung Ryong (청룡); il drago blu Guardiano dell'Est. È associato alla primavera, i colori blu e verde (considerate sfumature di un solo colore), e l'elemento legno (in Giappone l'elemento buddhista acqua); sostiene e difende il Paese (controlla la pioggia, simbolo del potere imperiale). Spesso è accoppiato a Zhūqùe, perché entrambi rappresentano sia il conflitto sia la gioia del matrimonio. Sia in Cina sia in Giappone, il drago è simbolo dell'imperatore e la fenice dell'imperatrice.
Le sue sette seishuku sono:
- Su Boshi
- Ami Boshi
- Tomo Boshi
- Soi Boshi
- Nakago Boshi
- Ashitare Boshi
- Mi Boshi

### Zhūqùe
Zhūqùe (朱雀S), giapponese Suzaku o Sujaku (朱雀?), coreano Jujak (주작); l'uccello rosso Guardiano del Sud. È associata all'estate, il colore rosso, l'elemento fuoco (in Giappone lo stesso elemento buddhista). È simbolo di conoscenza, e natura rigogliosa; si manifesta solo in tempo di prosperità. Spesso è accoppiata a Qīnglóng come simbolo del matrimonio, soprattutto di quello imperiale.
In Giappone, la parola "Suzaku" significa "Uccello di fuoco"; nell'antico palazzo imperiale esisteva un cancello conosciuto come Suzakumon ("Porta dell'uccello rosso"). Sia in Cina sia in Giappone il mito della fenice rossa sfuma in quello dei fenghuang (鳳凰T) — giapponese hōō (鳳凰?), coreano bonghwang (봉황) — fenici "comuni".
Le sue sette seishuku sono:
- Chichiri Boshi
- Tamahome Boshi
- Nuriko Boshi
- Hotohori Boshi
- Chiriko Boshi
- Tasuki Boshi
- Mitsukake Boshi

### Báihǔ
Báihǔ (白虎S), giapponese Byakko (白虎?), coreano Baekho (백호); la tigre bianca (o "di giada") Guardiana dell'Ovest. È associata con l'autunno, il colore bianco, e l'elemento metallo (in Giappone l'elemento buddhista vento).
Quando in una tomba si pone del metallo, è una connessione cerimoniale con la tigre di giada; secondo gli Annali Cinesi di Wu e Yue, tre giorni dopo la sepoltura del re, l'essenza dell'elemento metallo prese le sembianze di una tigre di giada e si accucciò sulla tomba, divenendone la protettrice. La giada bianca era spesso usata per venerare il dio dell'Ovest, e prese il nome di 'giada della tigre'; per i cinesi la tigre era il re di tutti gli animali e signora delle montagne, così la giada della tigre era un ornamento riservato a comandanti di eserciti. In particolare la tigre maschio era dio della guerra, e proteggeva le armate dell'imperatore in battaglia, oltre che i demoni nella sua tomba.
Le sue sette seishuku sono:
- Tokaki Boshi
- Tatara Boshi
- Ekie Boshi
- Subaru Boshi
- Amefuri Boshi
- Toroki Boshi
- Kagasuki Boshi

### Xuánwǔ
Xuánwǔ (玄武S), giapponese Genbu (玄武?), coreano Hyeonmu (현무); la tartaruga nera Guardiana del Nord. È associata all'inverno, il colore nero, e l'elemento acqua (in Giappone l'elemento buddhista terra); è anche simbolo di religiosità. È spesso rappresentata come una tartaruga con un serpente avvolto in spire sulla sua schiena.
In Giappone Genbu è descritto sempre in ascolto, saggio ed esperto degli insegnamenti del Buddha, e capace di predire il futuro. La tartaruga è simbolo di lunga vita e felicità; quando ha mille anni, è capace di parlare il linguaggio degli esseri umani. Il suo culto sopravvive attraverso la figura indianizzata di Myōken Bosatsu (妙見菩薩?) ma spesso è assimilato alla sua controparte buddhista, più popolare, Tamonten (Vaiśravaṇa, versione buddhista del dio induista Kubera), il più potente degli Shitennō, i Quattro Re Celesti; la ragione può anche essere trovata nel significato negativo attribuito alla tartaruga dalla tradizione autoctona giapponese (il kanji per "tartaruga" significa anche "abuso" in giapponese).
La tartaruga è uno degli Emblemi Celesti, simbolo di longevità e saggezza; si dice che il suo guscio sia la cassaforte dell'universo. In particolare tartaruga e serpente insieme sono simbolo di longevità; si dice che la loro unione mise in pericolo l'universo stesso.
Le sue sette seishuku sono:
- Hikitsu Boshi
- Inami Boshi
- Uruki Boshi
- Tomite Boshi
- Umiyame Boshi
- Hatsui Boshi
- Namame Boshi

### Huánglóng
Huánglóng (黃龍T), giapponese Ōryū (黄龍?), coreano Hwangnyong (황룡); il drago giallo (o "d'oro") Guardiano del Centro è più simile a un serpente rispetto al drago azzurro. È associato al cambio delle stagioni, il colore giallo, e l'elemento terra. È generalmente ignorato in Giappone, sostituito dal Kirin.

## Presenza nella cultura di massa
Riferimenti allo Siling sono comuni in manga, anime e videogiochi, ma sempre nella versione giapponese e talvolta fusi con elementi analoghi della mitologia occidentale (ad esempio la fenice).
- Nel videogioco Yandere Simulator le ragazze del consiglio studentesco sono ispirate allo Si ling.
- Le Quattro bestie sacre sono anche citate nell'anime Detective Conan. In questa puntata Ai spiega anche che il drago azzurro in origine era di colore verde.
- Le Quattro Bestie Sacre, antagonisti del manga/anime Yu degli spettri sono ispirati allo Si Ling.
- In Tenchu 2: Birth of the Stealth Assassins, il clan nemico "Burning Dawn" è formato da quattro ninja, ognuno raffigurante una bestia dello Ssu Ling.
- Nei videogiochi della serie Castlevania ovvero Castlevania: Rondo of Blood & Castlevania: Symphony of the Night, Maria Renard utilizza la magia delle 4 bestie divine protettrici, chiaramente ispirata al Si-Ling. Maria evoca il potere magico degli animali guardiani in Castlevania: Rondo of Blood evocando rispettivamente un gatto bianco, una tartaruga blu, un drago verde, ed un uccello rosso (sebbene questi animali siano in versione deformed o chibi). Invece, durante il gioco Castlevania: Symphony of the Night, (solo nella versione per Sega Saturn & Playstation Vita) Maria evoca nuovamente le quattro bestie guardiane, ma come lei (adesso divenuta adulta) anche le quattro bestie, non sono più infantili.
- Nell'episodio di Cowboy Bebop "Boogie-Woogie Feng Shui", gli dei, col nome "Blue Dragon", "White Tiger", "Red Phoenix", "Snake and Tortoise", sono usati come indicazioni geografiche.
- In un episodio di Tartarughe Ninja alla riscossa, le tartarughe si trasformano per un processo chiamato mutadocking, che usa il potere dei guardiani di Muta; Leonardo diventa Metal Leonardo grazie al mutadocking con una creatura simile a Seiryu; Raffaello diventa Metal Raphael con una creatura simile a Suzaku; Donatello diventa Metal Donatello con una creatura simile a Byakko; Michaelangelo diventa Metal Michaelangelo con una creatura simile a Genbu.
- Il simbolismo dello Si Ling, come tutto l'onmyodo in generale, è molto importante nell'anime Abenobashi.
- I quattro protagonisti di Beyblade usano Bit Beasts basate sullo Si Ling, con Dragoon il drago blu, Dranzer la fenice rossa, Driger la tigre bianca e Draciel la tartaruga nera. Nel film e nella terza serie entra in scena anche l'ultimo protagonista con Gaia Dragoon, il drago d'oro.
- In Digimon Tamers i potenti Digimon Azulongmon, Zhuqiaomon, Baihumon e Ebonwumon sono basati sullo Siling. Compaiono anche, seppur di sfuggita, nella seconda stagione (Digimon Adventure 02). Un quinto Digimon che rappresenta Kouryuu, Huanglongmon, esiste come fusione dei quattro nel gioco di carte collezionabili, ed è apparso per la prima volta in Digimon Fusion Battles.
- Le tecniche del Mumyou JinpuuRyu di Onime no Kyo nel manga/anime Samurai Deeper Kyo hanno i nomi delle cinque bestie sacre, più Mizuchi (drago d'acqua).
- Nel videogioco Onimusha: Warlords c'era un enigma che consisteva nell'abbinare ciascun colore ad una bestia sacra.
- Secondo Ken Akamatsu, autore di Love Hina, nel manga sono rappresentati tutti gli Ssu Ling: Onsen Tamago, la tartaruga che vive alle fonti termali della residenza Hinata, rappresenta Genbu; il gatto di Kanako, Kuro, rappresenta Byakko; Shippu, l'uccello della sorella di Motoko, rappresenta Suzaku; e l'iguana di Ema Maeda rappresenta Seiryuu.
- Nel MMORPG Final Fantasy XI, Suzaku, Seiryu, Byakko, e Genbu compaiono come nemici speciali nell'espansione Rise of the Zilart. Inoltre nell'espansione successiva, Chains of Promathia, c'è un mostro di nome Ouryu (anche se in un'altra area del gioco).
- Le Bestie Sacre si possono trovare anche in manga come Fushigi yûgi, Fushigi yûgi Special e Il sigillo azzurro. Nei primi due delle sacerdotesse devono evocare Suzaku, Seiryu e Genbu mentre nel terzo troviamo il diretto discendente di Biakko.
- Gen-Bu, Sei-Ryu, Byak-ko, e Su-Zaku sono quattro dei sei (gli altri sono Ashura e Creatore) boss in Final Fantasy Legend (Makai Toshi SaGa) per Nintendo Game Boy.
- Il numero due nell'organizzazione criminale di Yukishiro Enishi in Kenshin Samurai vagabondo ha quattro guardie del corpo che si rivelano come Suzaku, Seiryu, Byakko e Genbu, quattro esperti di arti marziali dalla Cina.
- Nel quarto film di Inuyasha, L'isola del fuoco scarlatto, i quattro nemici principali, gli Shintoushin, rispecchiano lo Ssu Ling: Ryuura (drago blu), Kyoura (uccello rosso), Juura (tigre bianca), e Goura (tartaruga e serpente). Inoltre nella serie regolare dell'anime (episodi 137-140) gli Ssu Ling compaiono come un gruppo di demoni ninja.
- Nel videogioco Shin Megami Tensei: Lucifer's Call, sono presenti tutti e 5 i guardiani sotto forma di nemici (e di mostri da reclutare) oltre a molte altre divinità shintoiste come Amaterasu, Susanoo o Kushinada.
- Nel GdR per PlayStation Digimon World 2003 le 5 divinità sono i primi 5 boss da affrontare prima di combattere contro i veri antagonisti del gioco. Inoltre, sia i loro nomi originali sia i rispettivi nomi cinesi sono nomi di luoghi dove si svolge l'avventura.
- Appaiono anche in Final Fantasy XII come super ricercati e servi di un'entità chiamata Tenebral.
- Nella serie di videogiochi Wild Arms, i quattro guardiani (Moa Gault-Stoldark-Fengalon-Guardijeff), hanno l'aspetto delle bestie sacre ed usano i loro poteri.
- Nel videogioco Enchanted Arms per PlayStation 3 e Xbox 360 le 4 bestie possono essere affrontate ed in seguito reclutate come Golem.
- Nel manga Bleach di Tite Kubo, ci sono tipi di kidō ispirati alle quattro bestie sacre: il Cancello della Coda di Drago, il Cancello della Zanna di Tigre, il Cancello del Carapace di Tartaruga e il Cancello dell'Ala della Fenice, che insieme formano il Cancello delle Quattro Bestie.
- Nel manga\anime B't X di Masami Kurumada, appaiono dei personaggi con un B't rappresentante alcune delle bestie sacre: Je t'Aime (Tempest), con le sembianze della fenice rossa del sud; Max (Kronos), rappresentante la tartaruga nera del nord; e Raidō (Sefiro), rappresentante il dragone azzurro dell'est.
- Nell'anime Sfondamento dei cieli Gurren Lagann, Byakou, Sayrune, Gember e Shuzack, i mecha personali dei Quattro Re Celesti, sono ispirati ai Siling.
- Nell'anime Code Geass, Suzaku Kururugi è figlio di un politico di nome Gembu.
- Nel picchiaduro 3D Tekken Tag Tournament 2 Suzaku, Seiryu, Byakko, e Genbu sono i nomi di alcuni dei gradi più alti.
- Nella serie B-Daman Crossfire ci sono cinque B-Daman raffiguranti dei draghi, due sono per l'appunto blu e giallo, e nonostante gli altri tre non raffigurino una tartaruga, una tigre e una fenice, i loro colori sono rispettivamente nero, bianco e rosso.
- In Puzzle & Dragons sono presenti cinque mostri divinità femminili che personificano i Siling : Karin, incarnazione di Seiryu; Leilan, incarnazione di Suzaku; Meimei, incarnazione di Genbu; Haku, incarnazione di Byakko; Sakuya, incarnazione di Kirin.
- In Detective Conan, nella quindicesima stagione, ci sono tre episodi (585-587) (numerazione originale), in cui appaiono i quattro guardiani sotto forma di pilastri, tramite i quali si riesce ad aprire un pilastro centrale. Nell'episodio si nota la battaglia tra Conan, i Detective Boys e Kaito Kid.
- Nel videogioco LBX: Little Battlers eXperience (in giappone Danball Senki) per 3DS ci sono 4 LBX non presenti nell'anime che si chiamano Genbu, Byakko, Suzaku e Seiryu, descritti come ispirati ciascuno a uno dei quattro guardiani.
- Nel videogioco Dragon Quest IX: Le sentinelle del cielo c'è un riferimento ai quattro guardiani in quattro armi del gruppo dei ventagli: Ventaglio Drago Azzurro, Ventaglio Ala Rossa, Ventaglio Tigre Bianca, Ventaglio Tortuga Nera.
- Nel manga Angel Heart di Tsukasa Hōjō, l'organizzazione mafiosa taiwanese Chen Dao Fu Hei ha al suo servizio 4 squadre di combattenti specializzati in differenti ruoli, i cui nomi ricalcano le quattro bestie; Suzaku (a cui appartiene la coprotagonista Shan In), Byakko (per cui lavora Pai Lan), Genbu (il cui ex capo Chin è un personaggio ricorrente) e Seiryu (da cui viene un membro fisso del cast, Ryu Shin Hon); l'unica differenza è che quest'ultima squadra viene indicata col nome cinese Qīng Lóng, traslitterato come Chin Lon; tuttavia si tratta della stessa origine, poiché le note del traduttore contengono la traduzione esatta del Seiryu ("Drago Azzurro"), e anche quella del Byakko (Tigre Bianca). Il Suzaku è composto da killer che agiscono individualmente, il Chin Lon agisce quasi sempre in gruppo come un'unità militare, il Genbu si occupa soprattutto di spionaggio e sorveglianza, il Byakko di incarichi sotto copertura.
- Nel videogioco Overwatch in occasione dell'evento per i festeggiamenti dell'Anno del Cane, sono stati introdotti dei modelli leggendari per i personaggi Zarya, Mercy, Pharah e Genji che richiamano con i simboli su di essi le quattro bestie sacre.
- Nel videogioco Xenoblade Chronicles 2, i nomi giapponesi del titano Azurda e dei Gladius Roc e Dromarch sono rispettivamente Seiryū, Suzaku e Byakko. Genbu è invece il nome del titano del Tantal nella localizzazione italiana.
- Nella serie Kung Fu Panda: Le Zampe Del Destino, i quattro protagonisti assorbono il Chi dei 4 Simboli.
- Nel gioco di carte Force of Will esiste una serie di carte basata sui Siling.
- Quattro animali-spirito chiamati "Beasticons" sono i co-protagonisti della serie animata Jade Armor, conferendo alla protagonista dei poteri di attacco associati agli elementi della natura, ma diversamente dalla tradizione: il Drago Qīng Lóng per il potere associato all'elemento acqua, la Tigre Bái Hǔ alla Terra, la Tartaruga Xuán Wǔ per l'Aria e l'Uccello Zhū Què per il fuoco, mentre manca una creatura che corrisponda a Huáng-Lóng.